# أحمد بن أحمد الحلواني
 شهاب الدين أحمد بن أحمد بن إسماعيل الخليجي الحُلواني (1833 - يوليو 1891) (1249 - ذو الحجة 1308) صوفي وشاعر وكاتب مصري من أهل القرن التاسع عشر الميلادي/ الثالث عشر الهجري. ولد في قرية رأس الخليج في الدقهلية ونشأ بها. طلب العلم بالمسجد الأحمدي بمدينة طنطا، ثم انضم إلى حلقات درس في الأزهر. عمل مدرسًا دينيًا، ثم سلك الصوفية. بويع شيخاً للطريقة الخلوتية الشاذلية سنة 1874. له مؤلفات كثيرة في اللغة والتصوف والسيرة النبوبة. توفي في مسقط رأسه عن 58 عامًا. 

## سيرته
هو أحمد بن أحمد بن إسماعيل الخليجي الشافعي الخلوتي الحلواني. ولد سنة 1249 هـ/ 1833 في بلدة رأس الخليج من أعمال الغربية بإيالة مصر العثمانية ونشأ بها. حفظ القرآن ثم سافر إلى طنطا فأخذ عن السيد القصبي. ثم ذهب إلى القاهرة، والتحق بالأزهر وأخذ عن كبار علمائه، منهم: إبراهيم الباجوري، وعبده البلتاني، وشمس الدين الأنبابي، والخضري، والدمياطي، وأبي المعالي السقا، وأجازه الجميع سنة 1270هـ/ 1853م. ثم اتجه نحو الصوفية، وأخذ الطريقة الخلوتية والشاذلية عن أبو عبد السلام عمر جعفر الشبراوي. 

اشتغل بالتأليف والتدريس، وكان يتفرغ لقراءة في شهر رمضان فيختم فيه القرآن خمسين مرة. وقد حج ثلاث مرات. اشتهر في العلوم العقلية‌ والنقلية، والفنون الأدبية. 

توفي في شهر ذو الحجة سنة 1308 هـ/ يوليو 1891 في مسقط رأسه بالخديوية المصرية، وقبره فيها بجوار مسجد الكبير. وهو والد عبد السلام الحلواني وحفيد محمد زكي الحلواني.

## أدبه
له ديوان شعر مخطوط. جاء في معجم البابطين عنه «لم يخرج شعره عن طرائق أهل الطريق من الصوفية، أغراضاً وأسلوباً، يحاكي المدائح النبوية الشهيرة، وقد يحرر قصيدته من وحدة القافية، وفي كل الأحوال لا يوغل في ألغاز المتصوفة، وقد ترق عبارته وتعلو نبرة إيقاعاته لتناسب حال الإنشاد.»

## آثاره
من مؤلفاته:

- «الإشارة الآصفية فيما لا يستحيل بالانعكاس في صورته الرسمية وفي بعض المحاسن الدمياطية وما يتبع ذلك من فوائد فرائد علمية »
- «البشرى بأخبار الإسراء والمعراج»
- «الجمال المبين على الجوهر المتين»
- «الحكم المبرم في أن أم التي تزوجت بلا ولي بتقليد أبي حنيفة محرم»
- «حلاوة الرز في حل اللغز»
- «شذا العطر في زكاة الفطر»
- «صفوة البشرى في الأسرى»
- «العلم الأحمدي في المولد المحمدي»
- «قصيدة الحلواء في مدح بني زهراء»
- «القطر الشهدي في أوصاف المهدي»
- «قطع اللجاج في الأجاج»
- «مواكب الربيع في موالد الشفيع»
- «الناغم من الصادح والباعم»
- «كتاب الأريجة على النتيجة في الفرائض»
- «كتاب رفع الارتباك عن الناظر في الشباك»
- «كتاب الوسم في الوشم»
- «رسالة الشذر في أنواع الكسر»
- «النبذة السنية في أصول الطريقة الخلوتية وآدابها وأورادها البهية»
- «رفع الإصر علي اراضي مصر»
- «مولد البشير النذير»
- «مناسك الحج»